# Lucie Charvátová
Lucie Charvátová, née le 1er février 1993 à Hradci Králové, est une biathlète originaire de Vrchlabí.

## Biographie
S'étant à l'origine consacrée au ski de fond avec deux sélections aux Championnats du monde junior, elle se redirige vers le biathlon en 2013. En février 2013, à Val di Fiemme, elle participe à ses premiers championnats du monde senior de ski nordique. Depuis 2014, elle prend part à la Coupe du monde de biathlon au sein de l'équipe nationale tchèque. Elle réalise son premier top dix en décembre 2015 à Hochfilzen (cinquième du sprint) et plus tard au cœur de l'hiver 2015-2016 monte pour la première fois sur le podium avec le relais tchèque (deuxième place à Antholz suivie d'une victoire à Presque Isle), malgré ses erreurs récurrentes au tir sur ce format de course.
Aux Championnats du monde de biathlon d'été 2019, après deux saisons très difficiles, elle remporte le titre sur le sprint et la médaille d'argent au super sprint. L'hiver suivant elle confirme son regain de forme en obtenant la sixième place sur le sprint d'Hochfilzen en décembre, avant de créer la surprise en février lors des championnats du monde 2020 à Antholz-Anterserva, où elle décroche la médaille de bronze sur le sprint, son seul podium individuel en Coupe du monde.

## Palmarès en ski de fond

### Championnats du monde de ski nordique
- Val di Fiemme 2013 − 51e du sprint et 12e du relais.

## Palmarès en biathlon

### Jeux olympiques
| Édition \ Épreuve | Individuel | Sprint | Poursuite | Mass start | Relais | Relais mixte |
| ----------------- | ---------- | ------ | --------- | ---------- | ------ | ------------ |
| Pékin 2022        | 19e        | 25e    | 34e       | 28e        | 8e     | —            |

Légende :
- — : non disputée par Charvátová
- Ab. : abandon

### Championnats du monde
| Édition / Épreuve       | Individuel | Sprint                    | Poursuite | Mass start | Relais | Relais mixte | Relais mixte simple              |
| ----------------------- | ---------- | ------------------------- | --------- | ---------- | ------ | ------------ | -------------------------------- |
| Holmenkollen 2016       | 45e        | 33e                       | 18e       | —          | 6e     | —            | Épreuve inexistante à cette date |
| Hochfilzen 2017         | 82e        | 32e                       | 34e       | —          | —      | —            | Épreuve inexistante à cette date |
| Östersund 2019          | —          | 71e                       | —         | —          | —      | —            | —                                |
| Antholz-Anterselva 2020 | 46e        | Médaille de bronze, monde | 42e       | 29e        | 4e     | —            | —                                |
| Pokljuka 2021           | 48e        | 71e                       | —         | —          | 10e    | 11e          | —                                |
| Oberhof 2023            | 39e        | 59e                       | 41e       | —          | 7e     | —            | —                                |
| Nové Město 2024         | 71e        | 40e                       | LAP       | —          | 7e     | —            | —                                |
| Lenzerheide 2025        | 63e        | 39e                       | 50e       |            |        | —            |                                  |

Légende :
- : première place, médaille d'or
- : deuxième place, médaille d'argent
- : troisième place, médaille de bronze
- — : non disputée par Charvátová
- : pas d'épreuve

### Coupe du monde
- Meilleur classement général : 27e en 2020.
- 1 podium individuel : 1 troisième place.
- 4 podiums en relais : 1 victoire, 1 deuxième place et 2 troisièmes places.

 Palmarès au 14 mars 2020 

#### Classements en Coupe du monde
| Saison    | Classement général final | Individuel | Sprint | Poursuite | Mass start |
| --------- | ------------------------ | ---------- | ------ | --------- | ---------- |
| 2015-2016 | 31e                      | nc         | 28e    | 26e       | 47e        |
| 2016-2017 | 52e                      | 59e        | 52e    | 45e       | -          |
| 2017-2018 | nc                       | nc         | nc     | -         | -          |
| 2018-2019 | 81e                      | 60e        | 80e    | 73e       | -          |
| 2019-2020 | 27e                      | -          | 13e    | 42e       | 29e        |

### Championnats du monde de biathlon d'été
- Médaille d'or du sprint en 2019.
- Médaille d'or du super sprint en 2019.